# Jasan u Čadilů
Jasan u Čadilů je památný strom rostoucí u obce Tři Sekery v okrese Cheb Karlovarského kraje na západě České republiky. Nachází se na jižním okraji Chodovské Hutě, části Tří Seker, při silnici na Broumov. Jedinec jasanu ztepilého (Fraxinus excelsior) dosahuje výšky 24 metrů a jeho obvod činí 478 centimetrů. Chráněn je od 14. prosince 2006 na základě rozhodnutí městského úřadu v Mariánských Lázních vydaném 22. listopadu 2006.

## Stromy v okolí
- Jasan pana Šolce
- Dub letní v Chodovské Huti
- Borovice rumelská na Slatině
- Dub u Vondráčků